# 観測ロケット

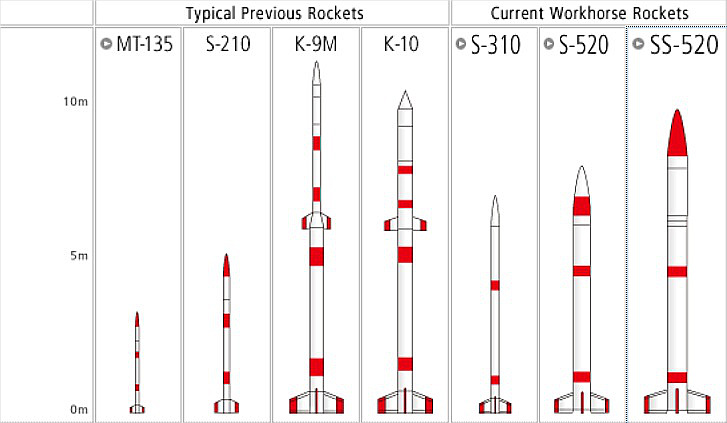
日本の観測ロケット

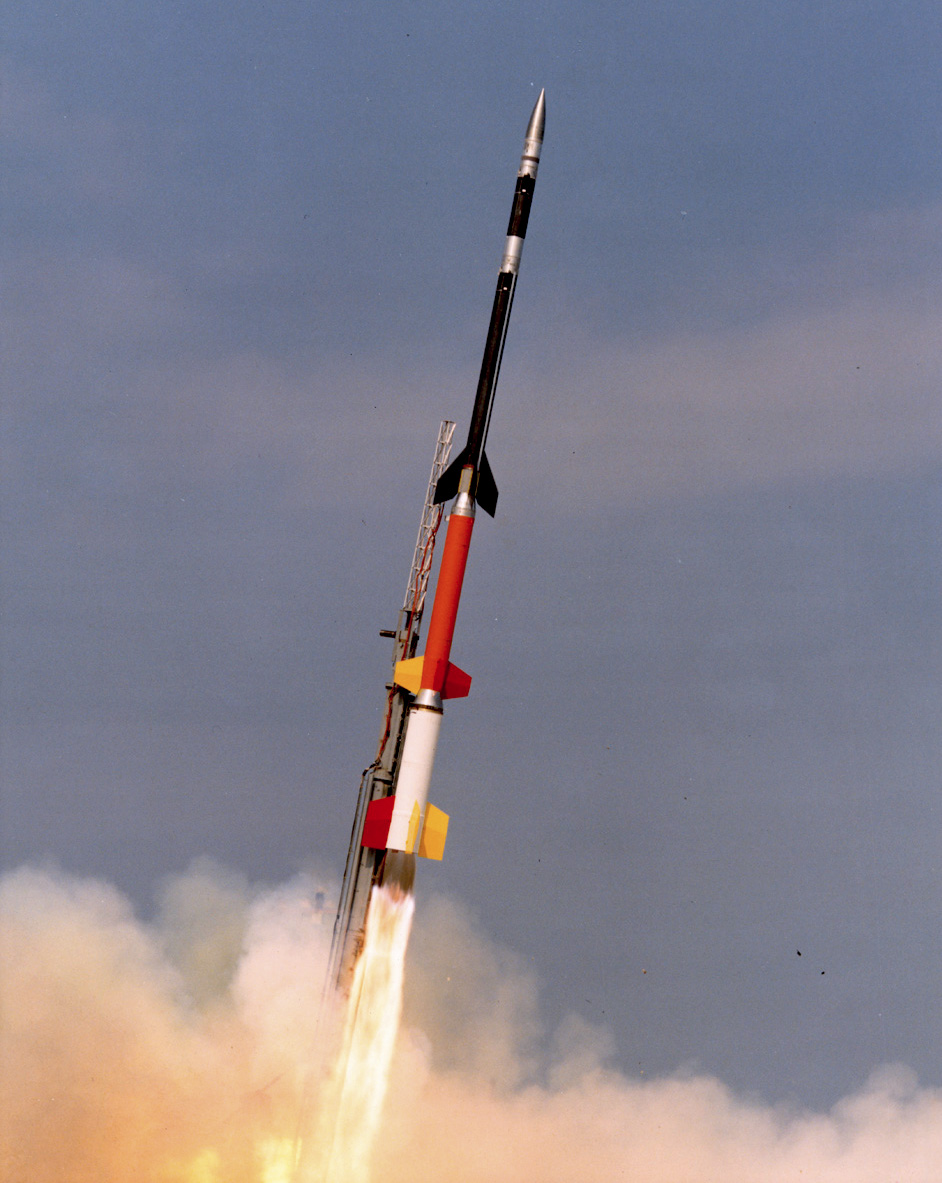
ブラック・ブラントXII

観測ロケット（かんそくロケット）、もしくは研究ロケット（けんきゅうロケット）とは科学観測・実験のために弾道飛行を行うロケット。英語でのサウンディングロケット（sounding rocket）の名前の由来は、海事におけるSounding[計測]に由来する。これは伊/西語におけるsonda/sonde[英:probe/日:探索]に由来し、sound:音とは直接の関係はない。
ロケットは通常、高度50キロメートルから1500キロメートルへ打ち上げられる。気球の最高到達高度（40キロメートル）よりも高く、人工衛星の最低軌道（120キロメートル）よりも低い圏内を調べる時に用いられる。ブラックブラントXおよびXIIでは到達高度はそれぞれ1000キロメートルと1500キロメートルに達し低周回軌道投入も可能である。観測ロケットはしばしば余剰の軍用ロケットが用いられる。

## 設計
通常、常温で貯蔵、即応的な打ち上げができる固体燃料ロケットが多く用いられる。

## 優位性
観測ロケットを研究に用いる事の優位性は経費が少なく、短期間で準備できる事である。気球に比べ到達高度が高く、人工衛星よりも安い。人工衛星搭載機器の試験にも使用される。

## 運用機関とロケット
- Rocket Labが開発、打ち上げを担当する多段式高高度観測ロケットAteaシリーズは高度250キロメートルへ10〜70キログラム運ぶ事ができる。
- オーストラリア宇宙研究所（英語版） (ASRI, Australian Space Research Institute) は専ら教育向けに高度約7キロメートルまで到達できる小型観測ロケット計画[要出典] (SSRP, Small Sounding Rocket Program) を実施している。[3]
- イラン宇宙機関は2007年2月最初の観測ロケットを打ち上げた。
- UP 航空宇宙はUP 航空宇宙™XL 観測ロケットを打ち上げる。到達高度は225キロメートル.
- ドイツのTEXUSとMINITEXUS計画
- スウェーデンのMASER計画
- EADS-STとスウェーデンの宇宙企業であるMAXUS計画
- NASA観測ロケット計画
- JAXAが運用する観測ロケットS-310/S-520/SS-520
- Beyond-Earth Enterprises
- スウェーデン宇宙公社によるREXUS
- ブラジル宇宙機関によるVS-30、VS-40、VSB-30
- インターステラテクノロジズによるMOMO